# Association Sportive de Monaco Football Club 1981-1982
Questa voce raccoglie le informazioni riguardanti l'Association Sportive de Monaco Football Club nelle competizioni ufficiali della stagione 1981-1982.

## Stagione
In apertura del campionato il Monaco stentò, oscillando in seguito fra le posizioni di media classifica e quelle immediatamente successive alla vetta; al termine del girone di andata i monegaschi si inserirono nella lotta al titolo giungendo al giro di boa con tre punti di vantaggio sul Saint-Étienne capolista. Anche grazie alla vittoria nello scontro diretto, nelle prime giornate del girone di ritorno il Monaco si ritrovò a condividere la vetta Verts e al Bordeaux, lottando poi assieme ai girondini fino alla parte finale del campionato, quando una striscia di risultati utili permise al Monaco di rimanere solo in testa alla classifica e conquistare il titolo all'ultima giornata.
In Coppa di Francia i monegaschi superarono due turni contro Martigues e Nizza prima di venir eliminati dal Bordeaux, che riportò una doppia vittoria per 2-1. In Coppa UEFA il Monaco si fermò invece al primo turno, per mano di un Dundee Utd in grado di ipotecare il passaggio del turno segnando cinque reti nel match di andata nel Principato.

## Maglie e sponsor
Nelle partite di campionato, lo sponsor tecnico è Le Coq Sportif e quello ufficiale è RMC. Nelle gare di Coppa di Francia lo sponsor tecnico è Adidas, mentre quello ufficiale è RTL.
| Campionato (casa) | Campionato (trasferta) | Coppa di Francia |

## Organigramma societario
Area direttiva
- Presidente: Jean-Louis Campora

Area tecnica
- Direttore sportivo: Jean Petit
- Allenatore: Gérard Banide

## Rosa
| N. |                     | Ruolo | Calciatore                |
| -- | ------------------- | ----- | ------------------------- |
|    | Francia (bandiera)  | P     | André Amitrano            |
|    | Francia (bandiera)  | P     | Jean-Luc Ettori           |
|    | Francia (bandiera)  | D     | Manuel Amoros             |
|    | Francia (bandiera)  | D     | Rolland Courbis           |
|    | Algeria (bandiera)  | D     | Abdallah Liegeon          |
|    | Francia (bandiera)  | D     | Thierry Ninot             |
|    | Francia (bandiera)  | D     | Jacques Perais            |
|    | Francia (bandiera)  | D     | Alfred Vitalis (capitano) |
|    | Francia (bandiera)  | C     | Dominique Bijotat         |
|    | Svizzera (bandiera) | C     | Umberto Barberis          |
|    | Francia (bandiera)  | C     | Didier Christophe         |

| N. |                    | Ruolo | Calciatore         |
| -- | ------------------ | ----- | ------------------ |
|    | Francia (bandiera) | C     | Claude Puel        |
|    | Francia (bandiera) | C     | Jean Petit         |
|    | Francia (bandiera) | C     | Serge Recordier    |
|    | Francia (bandiera) | A     | Bruno Bellone      |
|    | Francia (bandiera) | A     | Alain Couriol      |
|    | Svezia (bandiera)  | A     | Ralf Edström       |
|    | Francia (bandiera) | A     | Guy Mengual        |
|    | Francia (bandiera) | A     | Éric Pécout        |
|    | Francia (bandiera) | A     | Roger Ricort       |
|    | Francia (bandiera) | A     | Jean-Marc Valadier |

## Calciomercato

### Sessione estiva
| Acquisti | Acquisti         | Acquisti       | Acquisti |
| R.       | Nome             | da             | Modalità |
| -------- | ---------------- | -------------- | -------- |
| D        | Abdallah Liegeon | Besançon       |          |
| A        | Éric Pécout      | Nantes         |          |
| A        | Ralf Edström     | Standard Liegi |          |

| Cessioni | Cessioni        | Cessioni        | Cessioni |
| R.       | Nome            | a               | Modalità |
| -------- | --------------- | --------------- | -------- |
| D        | Daniel Zorzetto | Montpellier     |          |
| D        | Marc Culetto    | Béziers         |          |
| A        | Albert Emon     | Olympique Lione |          |
| A        | Víctor Trossero | Montpellier     |          |

## Risultati

### Coppa UEFA
| Arbitro: | García Carrion |

|                         |           |                                                           |
| Edström 62’ Bellone 89’ | Marcatori | 15’ Kirkwood 20’, 70’ Dodds 67’ (rig.), 83’ (rig.) Bannon |

| Arbitro: | Verhaeghe |

|           |           |                         |
| Milne 83’ | Marcatori | 47’ Edström 59’ Bellone |

## Statistiche

### Statistiche di squadra
| Competizione     | Punti | Totale | Totale | Totale | Totale | Totale | Totale | DR  |
| Competizione     | Punti | G      | V      | N      | P      | Gf     | Gs     | DR  |
| ---------------- | ----- | ------ | ------ | ------ | ------ | ------ | ------ | --- |
| Division 1       | 55    | 38     | 24     | 7      | 7      | 70     | 29     | +41 |
| Coppa di Francia | -     | 5      | 2      | 1      | 2      | 5      | 5      | 0   |
| Coppa UEFA       | -     | 2      | 1      | 0      | 1      | 4      | 6      | -2  |
| Totale           | -     | 44     | 20     | 9      | 15     | 78     | 58     | +39 |